# Абрамов, Виталий Игоревич
Вита́лий И́горевич Абра́мов (род. 8 мая 1998, Челябинск) — российский хоккеист, нападающий ЦСКА. Двукратный обладатель Кубка Гагарина. Мастер спорта России (2023).

## Карьера
Воспитанник школы ХК «Трактор», игрок комманды «Трактор 1998».
В 2014 году в составе сборной России U16 выиграл золото Европейских юношеских олимпийских игр. Позже стал облателем золотой медали Мирового Кубка вызова U17.
В сезоне 2014/2015 играл за команду МХЛ «Белые медведи».
На драфте НХЛ 2016 года был выбран в 3-м раунде под общим 65-м номером клубом «Коламбус Блю Джекетс», с которым 24 декабря 2016 года подписал трёхлетний контракт начального уровня.
В феврале 2019 был обменян в систему хоккейного клуба «Оттава Сенаторз». За основную команду «Оттавы» в Национальной хоккейной лиге Абрамов провёл пять матчей за три сезона и забросил одну шайбу в чемпионате 2019/2020. В сезоне 2020/21 сыграл два матча, но голевыми действиями не отметился.
В 2021—2022 годах — игрок ХК «Трактор». В 2021 году признан самым ценным игроком турнира Sochi Hockey Open. 23-летний форвард сыграл во всех четырёх играх, набрал в них 6 (2+4) результативных баллов.
В 2021 году был обменян в ЦСКА на Артёма Блажиевского. В 2023 году продлил контракт с ЦСКА до конца сезона 2026/27.
10 сентября 2024 года сделал хет-трик в ворота «Сибири» (8:2), забросив три первые шайбы ЦСКА.

## Статистика выступлений

### Клубная
|             |                      |             | Регулярный сезон | Регулярный сезон | Регулярный сезон | Регулярный сезон | Регулярный сезон | Регулярный сезон | Плей-офф | Плей-офф | Плей-офф | Плей-офф | Плей-офф | Плей-офф |
| Сезон       | Команда              | Лига        | Игр              | Г                | П                | Очк              | +/-              | Штр              | Игр      | Г        | П        | Очк      | +/-      | Штр      |
| ----------- | -------------------- | ----------- | ---------------- | ---------------- | ---------------- | ---------------- | ---------------- | ---------------- | -------- | -------- | -------- | -------- | -------- | -------- |
| 2014/15     | Белые Медведи        | МХЛ         | 20               | 8                | 6                | 14               | +6               | 8                | 2        | 0        | 0        | 0        | -1       | 4        |
| 2015/16     | Гатино Олимпикс      | QMJHL       | 63               | 38               | 55               | 93               | +36              | 36               | 10       | 7        | 6        | 13       | +7       | 8        |
| 2016/17     | Гатино Олимпикс      | QMJHL       | 66               | 46               | 58               | 104              | +13              | 76               | 7        | 1        | 6        | 7        | +2       | 12       |
| 2016/17     | Кливленд Монстерз    | АХЛ         | 4                | 1                | 3                | 4                | +3               | 2                | —        | —        | —        | —        | —        | —        |
| 2017/18     | Гатино Олимпикс      | QMJHL       | 16               | 12               | 13               | 25               | +5               | 21               | —        | —        | —        | —        | —        | —        |
| 2017/18     | Викториавилл Тайгерз | QMJHL       | 40               | 33               | 45               | 78               | +47              | 46               | 10       | 7        | 6        | 13       | +2       | 16       |
| 2018/19     | Кливленд Монстерз    | АХЛ         | 52               | 12               | 10               | 22               | -2               | 28               | —        | —        | —        | —        | —        | —        |
| 2018/19     | Бельвилль Сенаторз   | АХЛ         | 18               | 4                | 3                | 7                | 0                | 8                | —        | —        | —        | —        | —        | —        |
| 2018/19     | Оттава Сенаторз      | НХЛ         | 1                | 0                | 0                | 0                | -3               | 0                | —        | —        | —        | —        | —        | —        |
| Всего в МХЛ | Всего в МХЛ          | Всего в МХЛ | 20               | 8                | 6                | 14               | +6               | 8                | 2        | 0        | 0        | 0        | -1       | 4        |
| Всего в АХЛ | Всего в АХЛ          | Всего в АХЛ | 70               | 17               | 16               | 33               | +1               | 38               | —        | —        | —        | —        | —        | —        |
| Всего в НХЛ | Всего в НХЛ          | Всего в НХЛ | 1                | 0                | 0                | 0                | -3               | 0                | —        | —        | —        | —        | —        | —        |

### Международная
| Год   | Команда | Турнир       | Результат |   | И | Г | П | О | Штр |
| ----- | ------- | ------------ | --------- | - | - | - | - | - | --- |
| 2015  | Россия  | Кубок вызова | 2         | 6 | 3 | 6 | 9 | 2 |     |
| Всего | Всего   | Всего        | Всего     | 6 | 3 | 6 | 9 | 2 |     |

## Награды и достижения
| Награда                                                | Год       |       |
| ------------------------------------------------------ | --------- | ----- |
| QMJHL                                                  |           |       |
| Матч топ-проспектов CHL                                | 2016      |       |
| Команда лучших новичков                                | 2016      |       |
| Мишель Бержерон Трофи (Лучший атакующий новичок)       | 2016      |       |
| Кубок RDS (Лучший новичок)                             | 2016      |       |
| Первая команда всех звёзд                              | 2017      |       |
| Жан Беливо Трофи (Лучший бомбардир регулярного сезона) | 2017      |       |
| Мишель Бриер Мемориал Трофи                            | 2017      | [ 5 ] |
| Обладатель Кубка Гагарина                              | 2022,2023 |       |
| Чемпион России                                         | 2022,2023 |       |